# Aizanoi
Koordinaten: 39° 12′ N, 29° 37′ O

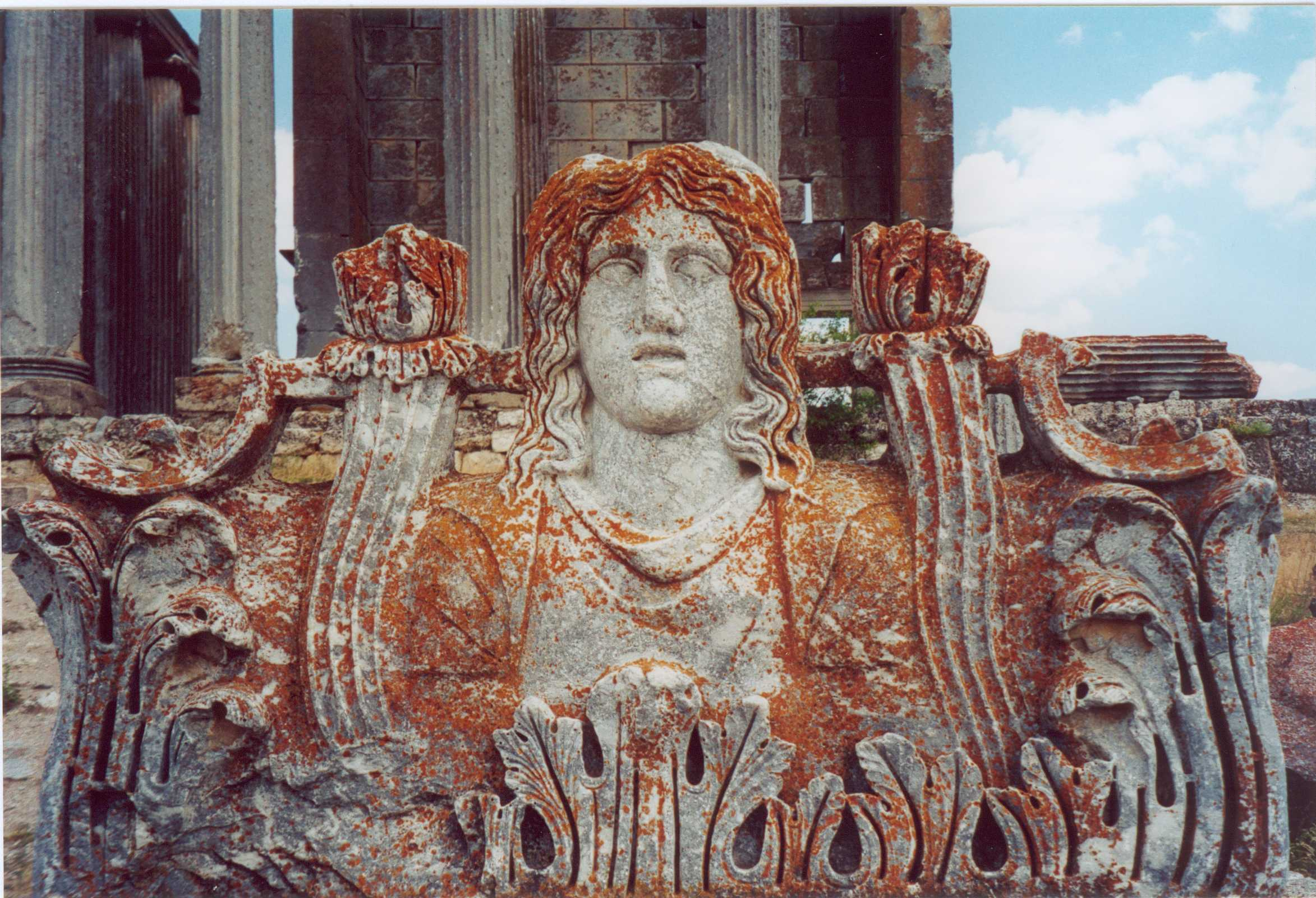
Relief beim Zeustempel

Aizanoi (altgriechisch Αἰζανοί, lateinisch Aezani) ist eine antike Stadt in der Landschaft Phrygien in Kleinasien (heute Türkei, in der Nähe von Çavdarhisar, etwa 50 km südwestlich von Kütahya). Sie liegt im Tal des Bedir Çayı (Penkalas), eines Quellflusses des Kocaçay (Rhyndakos). Umfangreiche Ausgrabungen machen Aizanoi zum gut erforschten Beispiel für eine kleinere Stadt insbesondere zur Zeit des römischen Kaiserreichs.
Nach der Gründungslegende wurde die Stadt von arkadischen Siedlern gegründet. Eine Besiedlung hat sich archäologisch bereits für das 3. Jahrtausend v. Chr. nachweisen lassen, eine ausgedehntere Siedlung entstand allerdings erst in hellenistischer Zeit. Um 200 v. Chr. gelangte die Gegend, in der Aizanoi liegt, als Phrygia epiktetos („hinzuerworbenes Phrygien“) an das Königreich Pergamon; zeitweilig gehörte sie auch zu Bithynien. Die pergamenischen Könige siedelten Söldner an, die wohl aus Makedonien stammten. Zusammen mit ihrem ganzen Reich ging die Stadt nach 133 v. Chr. in die römische Provinz Asia ein.

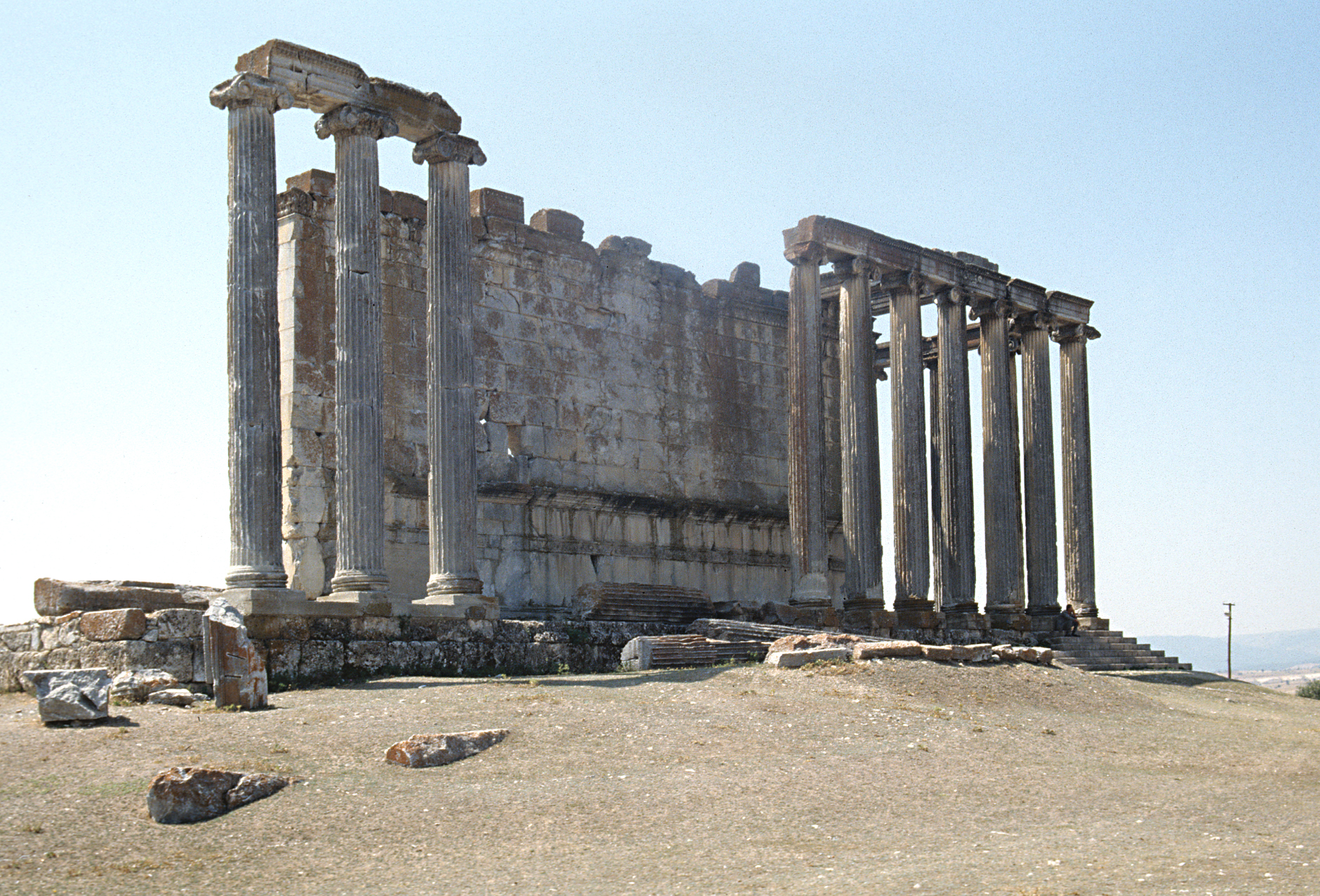
Zeustempel von Nordosten

Aizanoi erlebte in der frühen Kaiserzeit einen großen Aufschwung. Insbesondere wurden zahlreiche öffentliche Bauten errichtet, so in der Mitte des 1. Jahrhunderts n. Chr. ein Tempel der Artemis Hagiotate, und noch vor dessen Ende das Heiligtum des Zeus, des Hauptgottes der Stadt, in Form eines Pseudodipteros. Es ist zu großen Teilen erhalten. An den Wänden der Cella finden sich Reste umfangreicher Inschriften aus hadrianischer Zeit, die sich auf den Landbesitz des Heiligtums beziehen. Bemerkenswert ist ein darunter liegendes Tonnengewölbe mit Lichtfenstern, das vermutlich als Kultraum diente. Eine weitere wichtige Gottheit war die Meter Steunene, die in einer Höhle verehrt wurde.

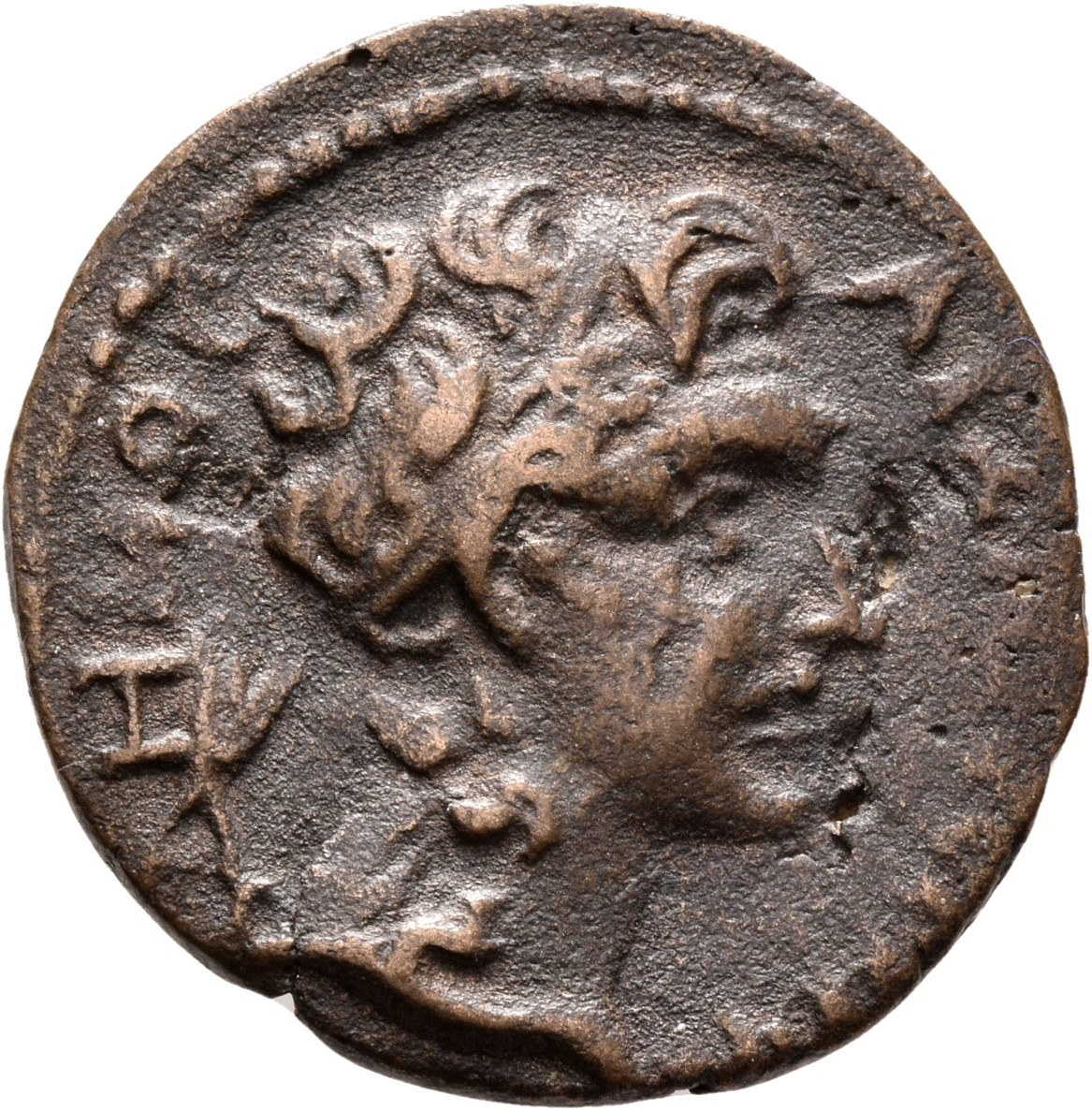
Münze aus Aizanoi, 253–268 n. Chr., Vorderseite

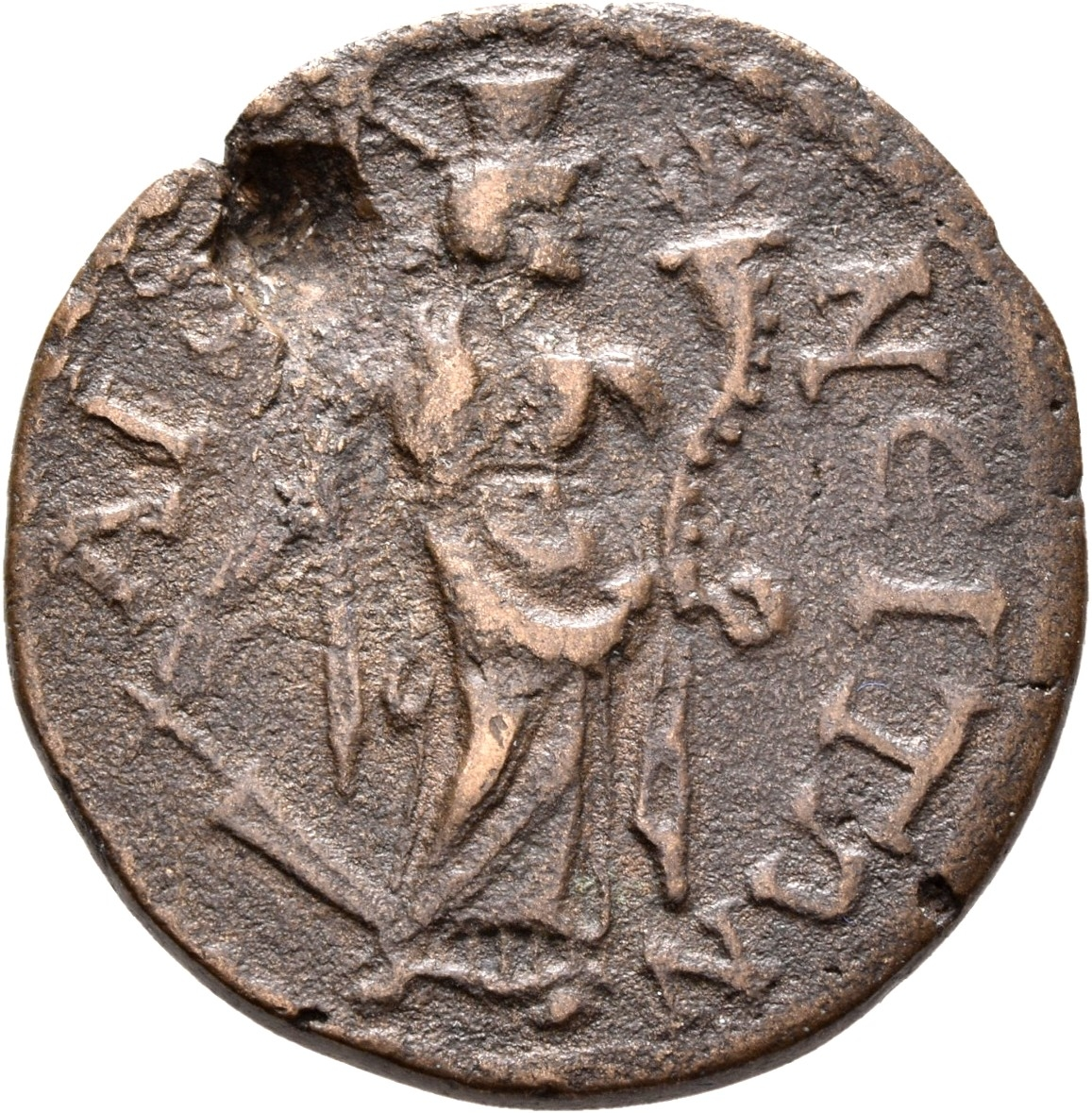
Münze aus Aizanoi, 253–268 n. Chr., Rückseite

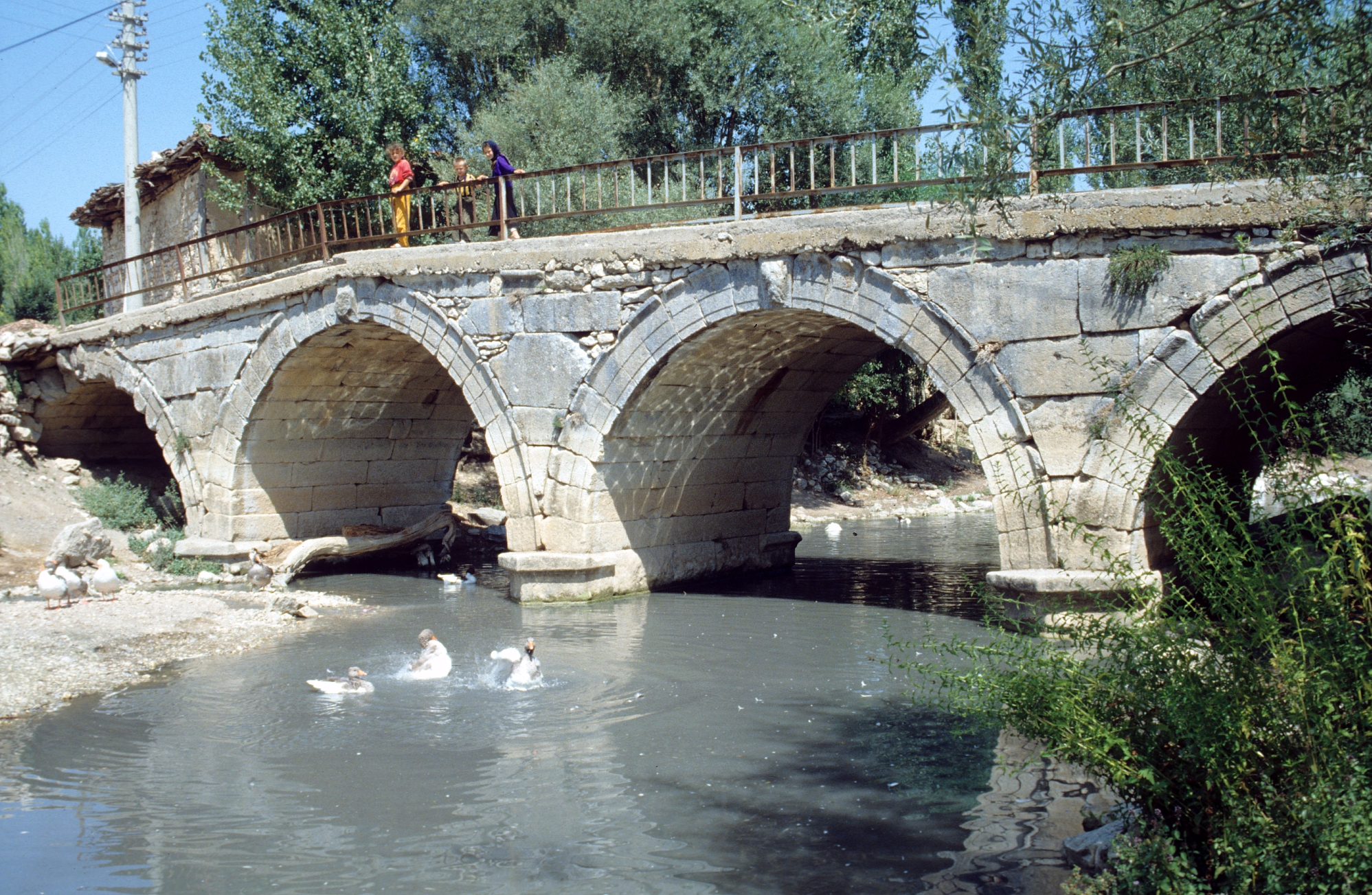
Die Penkalasbrücke aus dem 2. Jahrhundert n. Chr.

Im 2. Jahrhundert n. Chr. wurde auch in mehreren Bauphasen ein Theater errichtet, das in ungewöhnlicher Art mit dem benachbarten Stadion verbunden war. Außerdem wurde das Ufer des Penkalas befestigt und im Jahr 157 eine heute noch erhaltene Brücke erbaut. Einige dieser Baumaßnahmen stehen in Verbindung mit einer reichen Familie der Stadt, vor allem Ulpius Appuleianus Flavianus und dessen Sohn Ulpius Appuleius Eurycles. Eurycles war auch Abgesandter zum Panhellenion in Athen, das Hadrian eingerichtet hatte.
In dieser Zeit entstand ferner eine große Bad- und Gymnasion-Anlage sowie eine wohl dorthin führende Wasserleitung. Weitere öffentliche Bauten waren ein Rundbau, der als Macellum (Marktgebäude) diente und an dem eine Kopie des Höchstpreisedikts von Diokletian angebracht war, und eine spätantike (um 400 n. Chr.) Säulenstraße.
In byzantinischer Zeit war Aizanoi Bischofssitz, worauf das spätere Titularbistum Aezani zurückgeht. Während der Seldschukenzeit wurden Tataren angesiedelt.
Ausgrabungen in Aizanoi führte das Deutsche Archäologische Institut in den 1920er Jahren und wieder von 1970 bis 2011 durch. Neben der Erforschung einzelner Bauten (Zeustempel, Stadion, Bäder) steht inzwischen vor allem die Gesamtanlage der Stadt im Zentrum des Interesses.